# Лыков, Алексей Ананьевич
Алексей Ананьевич Лы́ков (1749 — не ранее 1798) — российский общественный деятель, градоначальник Петрозаводска, купец.

## Биография
Имел дом в Петрозаводске, занимался торговлей продовольствием. Избирался судьёй совестного суда.
В 1788—1790 годах избирался гласным Петрозаводской городской думы, в 1797—1798 годах — заседатель в Олонецком губернском магистрате.
В 1797—1798 годах — городской голова Петрозаводска. В годы правления А. А. Лыкова Олонецкое наместничество было упразднено, Петрозаводск с уездом был передан в управление Новгородского губернского правления. Снижение статуса губернской столицы до уездного города повлекло отток капиталов и спад деловой активности в Петрозаводске.

## Семья
Жена — Агафья Константиновна (род. 1754), уроженка д. Погост Лижемской волости Олонецкой губернии.